# Samuel Astor
Samuel Astor, född 19 oktober 1993, är en svensk skådespelare. Han är utbildad vid Folkteatern Gävleborg.
Astor har bland annat medverkat i TV-serierna Young Royals (2021–2024), Äntligen (2022), 2023 års julkalender Trolltider – legenden om bergatrollet och Åremorden (2025). Han har även medverkat i flera filmer om Maria Wern.
Astor är verksam både på scen och film och medverkade bland annat i den hyllade uppsättningen Arv på Dramaten. 

## Filmografi (i urval)
- 2021–2024 – Young Royals (TV-serie)
- 2021 – Maria Wern – En orättvis rättvisa
- 2021 – Maria Wern – Som skuggor
- 2021 – Maria Wern – Ondskans djupa rot
- 2021 – Maria Wern – Fienden ibland oss
- 2022 – Beck – 58 minuter
- 2023 – Trolltider – legenden om bergatrollet
- 2025 – Kärlek fårever
- 2025 – Åremorden (TV-serie)

## Teater

### Roller (ej komplett)
| År   | Roll              | Produktion                          | Regi               | Teater   |
| ---- | ----------------- | ----------------------------------- | ------------------ | -------- |
| 2024 | Jason 2 Ung man 8 | Arv (The Inheritance) Matthew Lopez | Carl Johan Karlson | Dramaten |